# Радикальная перемена
Радикальная перемена (исп. Cambio Radical) — консервативно-либеральная партия Колумбии, основанная в 1998 году.
На парламентских выборах 12 мая 2006 года партия стала одной из главных в стране, получив 15 мест в Палате представителей и 8 в Сенате. Наряду с социальной партией национального единства, или «де-ла-Ю» (крупнейшей партией в нижней палате и второй по величине в верхней) и Консервативной партией из Радикальной перемены Президент Альваро Велес формирует конгресс по квалифицированному большинству.